# Atlanta Falcons 2015
La stagione 2015 degli Atlanta Falcons è stata la 50ª della franchigia nella National Football League e la prima con Dan Quinn come capo-allenatore. La squadra iniziò vincendo tutte le prime cinque partite, la sua miglior partenza dal 2012. Nel resto della stagione, tuttavia, i Falcons faticarono, perdendo 8 delle ultime cinque partite e mancando l'accesso ai playoff.

## Scelte nel Draft 2015

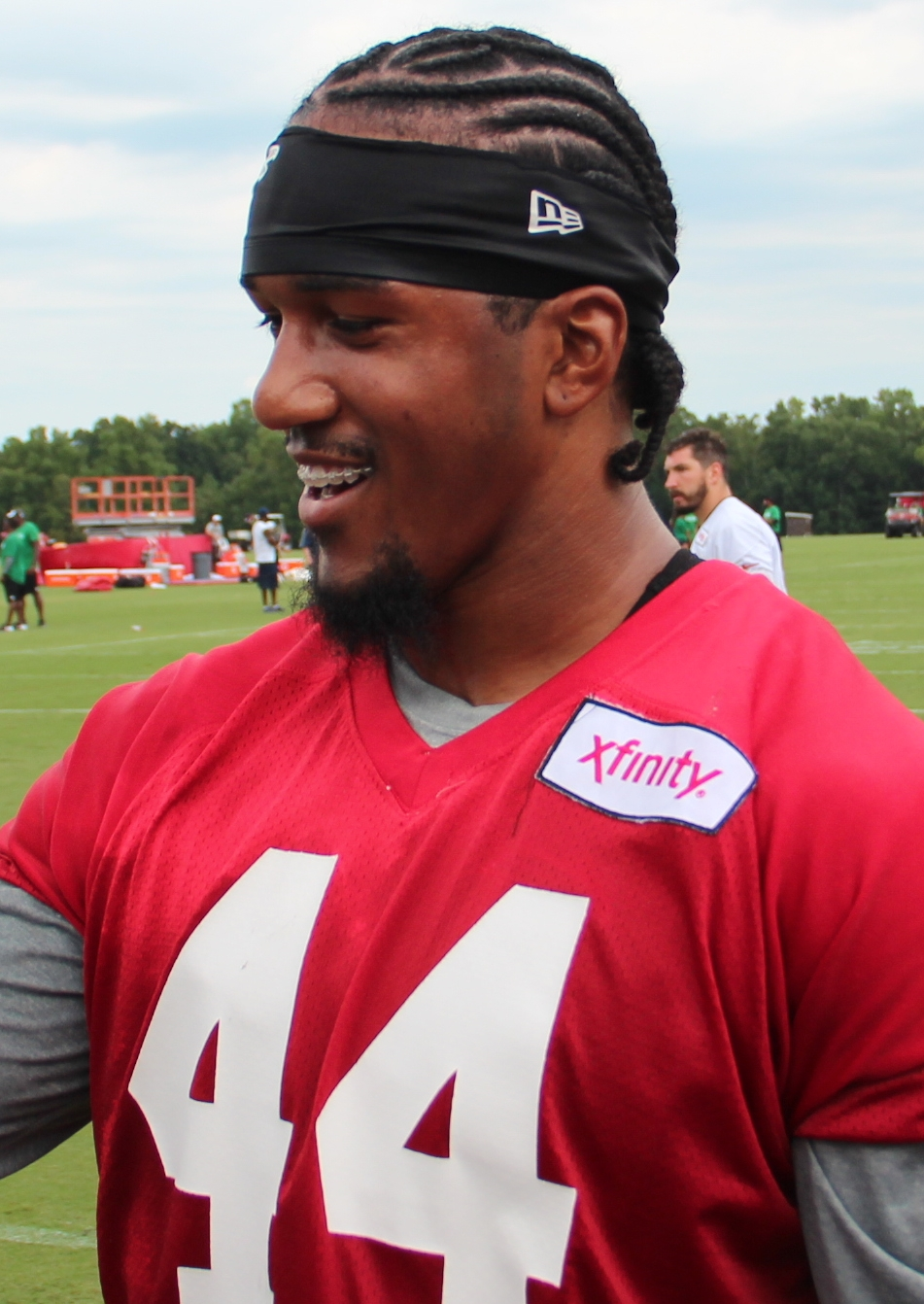
Vic Beasley fu scelto dai Falcons come ottavo assoluto nel Draft 2015

| Scelte dei Falcons nel Draft 2015 |        |               |                   |                    |
| Giro                              | Scelta | Giocatore     | Ruolo             | College            |
| 1                                 | 8      | Vic Beasley   | Linebacker        | Clemson            |
| 2                                 | 42     | Jalen Collins | Cornerback        | LSU                |
| 3                                 | 73     | Tevin Coleman | Running back      | Indiana            |
| 4                                 | 107    | Justin Hardy  | Wide receiver     | East Carolina      |
| 5                                 | 137    | Grady Jarrett | Defensive tackle  | Clemson            |
| 7                                 | 225    | Jake Rodgers  | Offensive lineman | Eastern Washington |
| 7                                 | 249    | Akeem King    | Safety            | San Jose State     |

## Staff
| Staff dei Atlanta Falcons nel 2015 |
| --- |
| Organi dirigenziali - Proprietario/Chairman: Arthur Blank - Presidente/CEO: Rich McKay - General Manager: Thomas Dimitroff - Assistente General Manager: Scott Pioli Capo allenatore - Dan Quinn Altri allenatori - Coordinatore nello sviluppo della forza e della condizione: A.J. Neibel - Assistente nello sviluppo della forza e della condizione: Jacob Peden Allenatori dell'attacco - Coordinatore offensivo – Kyle Shanahan - Quarterback – Matt LaFleur - Running Back – Bobby Turner - Wide Receiver – Terry Robiskie - Tight End – Wade Harman - Offensive Line – Chris Morgan - Assistente Offensive Line – Keith Carter - Assistente attacco – Mike LaFleur - Assistente attacco – Mike McDaniel Allenatori della difesa - Coordinatore difensivo – Richard Smith - Defensive Line – Bryan Cox - Linebacker – Jeff Ulbrich - Defensive Back/Assistente senior – Marquand Manuel - Assistente difesa/Defensive Back – Chad Walker - Assistente difesa/Linebacker – Doug Mallory Allenatori dello special team - Coordinatore dello special team: Keith Armstrong - Assistente dello special team: Eric Sutulovich |

## Roster
| Roster degli Atlanta Falcons nel 2015 |
| --- |
| Quarterback - 12 Sean Renfree - 2 Matt Ryan Running Back - 26 Tevin Coleman - 42 Patrick DiMarco FB - 24 Devonta Freeman - 33 Terron Ward Wide Receiver - 85 Leonard Hankerson - 16 Justin Hardy - 17 Devin Hester - 11 Julio Jones - 14 Eric Weems - 84 Roddy White - 15 Nick Williams Tight End - 83 Jacob Tamme - 80 Levine Toilolo Offensive Linemen - 65 Chris Chester G - 66 Gino Gradkowski C - 72 Bryce Harris T - 67 Andy Levitre G - 75 Jake Long T - 70 Jake Matthews T - 68 Mike Person C - 76 Tyler Polumbus T - 73 Ryan Schraeder T - 62 James Stone G Defensive Linemen - 44 Vic Beasley DE - 95 Jonathan Babineaux DT - 71 Kroy Biermann DE - 99 Adrian Clayborn DE - 93 Malliciah Goodman DE - 77 Ra'Shede Hageman DT - 94 Tyson Jackson DE - 97 Grady Jarrett DT - 96 Paul Soliai NT Linebacker - 59 Joplo Bartu OLB - 53 Allen Bradford MLB - 52 Justin Durant OLB - 56 Brooks Reed OLB - 50 O'Brien Schofield OLB - 54 Nate Stupar MLB - 55 Paul Worrilow MLB Defensive Back - 20 Phillip Adams CB - 23 Robert Alford CB - 37 Ricardo Allen FS - 32 Jalen Collins CB - 36 Kemal Ishmael SS - 25 William Moore SS - 22 Dezmen Southward CB - 27 Robenson Therezie FS - 21 Desmond Trufant CB Special Team - 5 Matt Bosher P - 3 Matt Bryant K - 47 Josh Harris LS Lista delle riserve - 76 Lamar Holmes T (PUP) - -- Jon Asamoah G (IR) - 86 Beau Gardner TE (IR) - 92 Ricky Havili-Heimuli NT (IR) - 33 Travis Howard CB (IR) - 39 Collin Mooney FB (IR) Squadra di allenamento - 49 Derek Akunne LB - 89 LaRon Byrd WR - 35 Jahwan Edwards RB - 63 Ben Garland G - 89 Marcel Jensen TE - 28 Akeem King CB - 90 Stansly Maponga DE - 74 Joey Mbu NT - 8 Matt Simms QB - 41 Tyler Starr OLB 53 attivi, 6 inattivi, 10 nella squadra di allenamento, 0 free agent |
| Legenda - I rookie sono in corsivo. - Il primo ruolo è il principale mentre gli eventuali successivi indicano i ruoli secondari. - (IR) sta per Injured Reserve ed indica la lista ristretta per un solo giocatore infortunato che può tornare ad allenarsi dopo la settimana 6 e a rientrare in prima squadra dopo che questa ha giocato 8 partite. - (NF-Inj.) / (NF-Ill.) stanno rispettivamente per Non-Football Injured e Non-Football Illness ed indicano le liste dove viene inserito un giocatore che ha un infortunio o una malattia non dipendente dal football americano. - (PUP) sta per Physically Unable to Perform ed indica la lista dove viene inserito un giocatore mentre è in attesa di recuperare la condizione fisica. Nella stagione regolare dopo la sesta partita giocata dalla propria squadra, il giocatore ha tempo tre settimane per riprendere ad allenarsi, più tre settimane aggiuntive dal suo rientro agli allenamenti per rientrare in prima squadra. |

## Calendario
| 1  | 14/9               | Philadelphia Eagles     | V 26–24            | 1–0                | Georgia Dome            | Recap              |                    |                    |
| 2  | 20/9               | at New York Giants      | V 24–20            | 2–0                | MetLife Stadium         | Recap              |                    |                    |
| 3  | 27/9               | at Dallas Cowboys       | V 39–28            | 3–0                | AT&T Stadium            | Recap              |                    |                    |
| 4  | 4/10               | Houston Texans          | V 48–21            | 4–0                | Georgia Dome            | Recap              |                    |                    |
| 5  | 11/10              | Washington Redskins     | V 25–19 (DTS)      | 5–0                | Georgia Dome            | Recap              |                    |                    |
| 6  | 15/10              | at New Orleans Saints   | S 21–31            | 5–1                | Mercedes-Benz Superdome | Recap              |                    |                    |
| 7  | 25/10              | at Tennessee Titans     | V 10–7             | 6–1                | Nissan Stadium          | Recap              |                    |                    |
| 8  | 1/11               | Tampa Bay Buccaneers    | S 20–23 (DTS)      | 6–2                | Georgia Dome            | Recap              |                    |                    |
| 9  | 8/11               | at San Francisco 49ers  | S 16–17            | 6–3                | Levi's Stadium          | Recap              |                    |                    |
| 10 | Settimana di pausa | Settimana di pausa      | Settimana di pausa | Settimana di pausa | Settimana di pausa      | Settimana di pausa | Settimana di pausa | Settimana di pausa |
| 11 | 22/11              | Indianapolis Colts      | S 21–24            | 6–4                | Georgia Dome            | Recap              |                    |                    |
| 12 | 29/11              | Minnesota Vikings       | S 10–20            | 6–5                | Georgia Dome            | Recap              |                    |                    |
| 13 | 6/12               | at Tampa Bay Buccaneers | S 19–23            | 6–6                | Raymond James Stadium   | Recap              |                    |                    |
| 14 | 13/12              | at Carolina Panthers    | S 0–38             | 6–7                | Bank of America Stadium | Recap              |                    |                    |
| 15 | 20/12              | at Jacksonville Jaguars | V 23–17            | 7–7                | EverBank Field          | Recap              |                    |                    |
| 16 | 27/12              | Carolina Panthers       | V 20–13            | 8–7                | Georgia Dome            | Recap              |                    |                    |
| 17 | 3/1                | New Orleans Saints      | S 17–20            | 8–8                | Georgia Dome            | Recap              |                    |                    |

Nota: Gli avversari della propria division sono in grassetto.

## Classifiche

### Division
| NFC South             | NFC South | NFC South | NFC South | NFC South | NFC South | NFC South | NFC South | NFC South | NFC South |
|                       | V         | S         | P         | %         | DIV       | CONF      | PF        | PS        | Str.      |
| --------------------- | --------- | --------- | --------- | --------- | --------- | --------- | --------- | --------- | --------- |
| (1) Carolina Panthers | 15        | 1         | 0         | .938      | 5–1       | 11–1      | 500       | 308       | V1        |
| Atlanta Falcons       | 8         | 8         | 0         | .500      | 1–5       | 5–7       | 339       | 345       | S1        |
| New Orleans Saints    | 7         | 9         | 0         | .438      | 3–3       | 5–7       | 408       | 476       | V2        |
| Tampa Bay Buccaneers  | 6         | 10        | 0         | .375      | 3–3       | 5–7       | 342       | 417       | S4        |